# R.V.S.
R.V.S. (tiếng Nga: Р.В.С.) là một bộ phim khai thác đề tài Nội chiến Nga dành cho thiếu nhi của đạo diễn Aleksey Moroz và Yuly Slupsky, ra mắt lần đầu năm 1978.